# Papiro 116
O Papiro 116 ({\displaystyle {\mathfrak {P}}}116) é um antigo papiro do Novo Testamento que contém fragmentos dos capítulos dois e três da Epístola aos Hebreus (2:9-11; 3:3-6).